# Robert Assaraf
Pour les articles homonymes, voir Assaraf.
Robert Assaraf (en arabe : روبرت الصراف) (né le 5 novembre 1936 à Rabat au Maroc et mort le 5 mars 2018 à Paris), est un haut fonctionnaire, chef d'entreprise et essayiste marocain.

## Biographie
Robert Assaraf travaille pour le secrétaire d'État à l'Intérieur marocain, en 1956, Hassan Zemmouri et Ahmed Reda Guedira, et est chef de cabinet du ministre en 1961. Il devient chargé de mission auprès du cabinet royal en 1962, directeur adjoint du cabinet du ministre des Affaires étrangères en 1963 et conseiller juridique du président du Parlement en 1964.
Il entre plus tard à la direction de l'Omnium Nord Africain, dont il devient directeur général puis administrateur délégué jusqu'au début des années 1990. Il est président-directeur général d'OPTORG de 1993 à 1994.
Fondateur du Centre international de recherche sur les juifs du Maroc en 1996, il s'associe à la fondation de l'Union mondiale du judaïsme marocain en 1999. Il devient président de l'Union mondiale du judaïsme marocain.
Robert Assaraf est le président du conseil de surveillance de Radio Shalom et est le président du conseil de surveillance du magazine Marianne depuis sa création avec Jean-François Kahn jusqu'à sa revente à Yves de Chaisemartin en 2005.
Il est fait commandeur de l'ordre du Wissam El Arch par le roi Mohammed VI le 21 août 2006.

## Ouvrages
- Juifs du Maroc à travers le monde : Émigration et identité retrouvée, Paris, Éditions Suger de l'université de Paris VIII, 2008  (ISBN 2-912590-33-7)
- Mohammed V et les Juifs, Paris, Omnibus, 1997, 280 p.  (ISBN 978-2259187251)
- Une certaine histoire moderne des juifs au Maroc 1860-1999, Paris, Jean-Claude Gawsewitch, 2005, 824 p.  (ISBN 978-2350130057)
- Ariel Sharon et ses batailles politiques, Paris, Jean-Claude Gawsewitch, 2006, 542 p.  (ISBN 978-2350130644)
- Le Drame d'Israël, Paris, Ramsay, 2001, 384 p.  (ISBN 978-2841145744)
- Une crise et des hommes. Israël 1995-1999, Paris, Plon (ASIN B004I19NMI)
- De la paix à la guerre : Israël, Palestine, Paris, Ramsay, 2002, 395 p. (ASIN B000WTRDMM)
- Monothéismes et tolérance (avec Michel Abitbol), Colloque du CRJM, Paris, Albin-Michel, 1998, 183 p.  (ISBN 978-2226105868)
- Éléments de l'histoire des juifs de Fès : de 808 à nos jours, Éditions & Impression Bouregreg, 2009
- Éléments de l'histoire des juifs de Marrakech
- Éléments de l'histoire des juifs de Meknès, 320 p.  (ISBN 978-9954-1-9455-3)